# Niklas Rimmel
Niklas Sean Rimmel (* 5. Juli 1999 in Berlin) ist ein deutscher Baseballspieler auf der Position des Pitchers. Am 22. September 2017 unterschrieb Rimmel einen Profivertrag bei den Minnesota Twins und ist seitdem für das Franchise in den Minor Leagues aktiv.

## Leben
Niklas Rimmel besuchte das Sportinternat der Buchbinder Legionäre in Regensburg und machte im Jahr 2018 sein Abitur am dortigen Werner-von-Siemens-Gymnasium. Als Kind spielte er vor allem Fußball, wurde aber durch seinen Vater auf den Baseballsport aufmerksam gemacht und begann schließlich, bei den Fürth Pirates selbst Baseball zu spielen. Rimmels Vater war bei den Cologne Cardinals und den Berlin Sluggers in der Baseball-Bundesliga aktiv.

## Karriere

### Fürth Pirates
Rimmel begann seine Baseballkarriere bei den Fürth Pirates, wo er auch gemeinsam mit seinem Vater trainierte.

### Buchbinder Legionäre Regensburg (2014 bis 2018)
Im Alter von 15 Jahren wechselte Rimmel zum Regensburger Baseballinternat. Er spielte sowohl für die Jugendmannschaft als auch die 1. Herrenmannschaft der Buchbinder Legionäre.

### Minor-League-Karriere bei den Minnesota Twins (seit 2017)
Am 22. September 2017 unterschrieb Rimmel einen Profivertrag bei den Minnesota Twins. Er spielte in der Saison 2018 acht Spiele in der Golf Coast League, einer Rookie League, für die Golf Coast League Twins.